# 脊椎類風濕性疾病
脊椎类风湿疾病是类风湿性關節炎（RA）的頸椎長期後遺症。类风湿性关节炎是一种自體免疫疾病，會侵犯頸部韧带，关节和骨骼。最常見的表現是寰軸关节（頸椎第一、二節）的向前半脫位，但半脱位方向也可能是后移或垂直，而頸椎第二節以下也可能發生。

## 病徵與症状
在类风湿性关节炎患者，寰軸椎不稳定是常见的无症状发现。但是它可能导致頸椎脊髓病變。寰軸椎不稳的患者会出现颈部疼痛和頭部後方（枕部）疼痛；脊髓病變症状包括：虚弱、步态不稳，感觉异常和難以進行精細活動（例如难以扣上扣子）。

## 原因
類風濕性關節炎的發炎因子，包括细胞因子，生长因子，金属蛋白酶。會破壞关节软骨，软骨下方的骨質，肌腱和韧带。滑膜發炎会侵蝕骨頭并导致脊椎韧带鬆弛，最後导致颈椎不稳定。

## 诊断

### 理學檢查
触诊时可能发现颈部关节有劈啪聲與动作不稳。

### 影像学
多达50％的病人雖然在放射线檢查上可發現頸椎不稳定，但臨床並無症状。基本的X光影像应包括側位屈曲和伸展照相，以及静态的前/后和侧位照相。一般每2–3年追蹤照相一次，尤其要注意出现新症状或将来可能需要氣管插管的患者。在影像上測量寰錐齒狀突前间隔（anterior atlantodental interval ）寰錐齒狀突後间隔（posterior atlantodental interval）以判斷疾病进展。

## 治療
高达10％的类风湿关节炎患者由于未發現的脊髓壓迫而有猝死風險。因此如因頸椎不稳定性而导致神经功能缺损，手术治療是合理的选择。早期进行寰軸椎半脱位手术治療可能可以延緩脊髓病變的惡化。